# Susan Blinks
Pour les articles homonymes, voir Blinks.
Susan Blinks, née le 5 octobre 1957 à Washington, est une cavalière de dressage américaine.

## Palmarès

### Jeux olympiques
- 2000 : médaille de bronze  par équipe (composée de Guenter Seidel, Robert Dover et Christine Traurig) aux Jeux olympiques de Sydney en Australie[1].

### Championnats du monde
- 2002 : médaille d'argent à Jerez.